# Start Static
Start Static är ett album av Sugarcult, utgivet i augusti 2001.

## Låtlista
1. "You're the One" - 1:50
2. "Stuck in America" - 2:56
3. "Hate Every Beautiful Day" - 3:26
4. "Bouncing off the Walls" - 2:21
5. "Saying Goodbye" - 3:19
6. "Daddy's Little Defect" - 3:12
7. "Lost in You" - 3:32
8. "Pretty Girl (The Way I Love You)" - 3:28
9. "Crashing Down" - 3:40
10. "How Does It Feel" - 3:12
11. "I Changed My Name" - 5:40
12. "Underwear" (gömt spår) – 2:24